# كلارا بوهل
كلارا بوهل (مواليد 7 ديسمبر 2000) هي لاعبة كرة قدم ألمانية تلعب في مركز المهاجم أو الجناح في نادي بايرن ميونخ.

## روابط خارجية
- كلارا بوهل على موقع الاتحاد الدولي (مؤرشف)  (الإنجليزية)
- كلارا بوهل على موقع الاتحاد الأوربي (الإنجليزية)
- كلارا بوهل على موقع إي إس بي إن إف سي (الإنجليزية)
- كلارا بوهل على موقع قاعدة بيانات كرة القدم.إي يو (الإنجليزية)
- كلارا بوهل على موقع ليكيب (الفرنسية)
- كلارا بوهل على موقع Soccerway.com (الإنجليزية)
- كلارا بوهل على موقع عالم كرة القدم.نت (الإنجليزية)
- كلارا بوهل على موقع اللجنة الأولمبية الدولية (الإنجليزية)